# Dario Gonzatti
Dario Gonzatti (... – Baia di San Fruttuoso, 1947) è stato un inventore italiano e uno dei primi subacquei in Italia.
Fu il primo a sperimentare l'autorespiratore ad ossigeno.

## Biografia
Dal 1943 e per gli anni a venire, assieme a Egidio Cressi e a Duilio Marcante, Gonzatti prepara i primi prototipi di autorespiratore ad ossigeno (ARO) sulla base dello stesso respiratore usato dalla Marina Militare, testandoli di persona.
Muore durante un'immersione con l'ARO nel 1947, fatto che spingerà poi l'amico Marcante a posare la statua del Cristo degli abissi, dedicato a Gonzatti, sul fondale della baia di fronte a San Fruttuoso, vicino a Camogli.

## Curiosità
A Dario Gonzatti, oltre che il Cristo degli abissi stesso, sono dedicati alcuni dei punti d'immersione (la Targa Gonzatti e la Secca Gonzatti) situati di fronte al promontorio di Portofino e svariati centri d'immersione della Liguria.
A Dario Gonzatti è dedicato anche il nome della prima associazione sportiva dilettantistica in Italia e nel mondo la Unione Sportivi Subacquei Dario Gonzatti, nata a Genova nel 1948.